# Новоалександровка (Кременский район)
Новоалександровка (укр. Новоолександрівка) — село в Кременском районе Луганской области Украины, административный центр и единственный населённый пункт Новоалександровского сельского совета.
Население по переписи 2001 года составляло 538 человек. Почтовый индекс — 92910. Телефонный код — 6454. Занимает площадь 3,418 км². Код КОАТУУ — 4421684101.

## Местный совет
92910, Луганська обл., Кремінський р-н, с. Новоолександрівка, вул. Школьна, 1д  (укр.)